# Helena Fernandes
Helena Maria Ferreira Fernandes (Río de Janeiro, 19 de octubre de 1967) es una actriz brasileña.
Está casada con José Alvarenga Júnior, director general del serial A Diarista, donde interpretó el personaje de Ipanema de Jesus.

## Biografía
Nacida en Río de Janeiro en 19 de octubre de 1967, la actriz Helena Fernandes ya prestó su rostro de modelo a varios personajes de la televisión brasileña. Inició su carrera con una pequeña participación en la telenovela de Carlos Lombardi, Cuatro por Cuatro. El éxito, sin embargo, vino un poco más tarde en la telenovela Quien ES Usted?, de Ivani Ribeiro, donde interpretó a la amarga Nádia. Debido a este papel, fue invitada a integrar el equipo de la serie infantil Caza Talentos, donde dio vida a Silvana, la antagonista principal.
Acostumbrada a interpretar villanas, como en Casa de campo del Pica-palo Amarillo y Canavial de Pasiones donde interpretó a Raquel en el SBT, en 2005 se le dio una oportunidad para la comedia interpretando el personaje Ipanema de Jesus en el seriado La Diarista. El personaje tuvo tanto éxito, que paso de participación especial a personaje fijo.
Con el fin de La Diarista, en 2007, hizo una pequeña participación en Malhação, el mismo año. En 2008, por invitación de la autora Andréa Maltarolli, entró en el elenco de Belleza Pura, donde dio vida a Márcia, una periodista que formaba un desbocado pentágono amoroso con los personajes de Antônio Calloni, Guilherme Fontes, Soraya Ravenle y Reginaldo Haría.
Aún en 2008, participó de uno de los episodios de la serie Haga Su Historia. En 2009, invitada por Maria Mariana y Gloria Barreto, entró nuevamente para el elenco de Malhação, interpretando esta vez un papel completamente diferente, dando vida a Úrsula, la despiadada madre de Caigo, vilão interpretado por Humberto Carrão.
Con el fin de la temporada 2009 de Malhação, llegó a ser considerada para la entonces novela de las 19h de la Globo, Tiempos Modernos, en la cual interpretaría a Luciana, pero esa participación fallo, ya que ni el personaje ni la actriz entraron en la trama. En 2011, fue tenida en cuenta para Insensato Corazón, de Gilberto Braga y Ricardo Linhares.
Su mejor papel televisivo, sin embargo, fue, a buen seguro, la Lucrécia Gardel de la temporada 2014 de Malhação, una mujer que descubría un cáncer de mama. 
En el cine, participó de las películas Si Yo Fuera Usted y A La Deriva, participó del doblaje de la película Los Increíbles, y fue especialmente invitada por la Delart para doblar la versión de Alicia en el País de la Maravillas producida por Tim Burton.

## Vida personal
Está casada con el director José Alvarenga Júnior. Es madre de Yan Telles, Antônio Alvarenga y Lucas Alvarenga.

## Filmografía

### Televisión
| Año  | Título                               | Papel                          | Notas         | Ref. |
| ---- | ------------------------------------ | ------------------------------ | ------------- | ---- |
| 1994 | Cuatro por Cuatro                    | Janaina                        | Participación |      |
| 1996 | Quién ES Usted?                      | Nádia Mendonça                 |               |      |
| 1996 | Caza Talentos                        | Silvana Karloff                | (1996-1998)   |      |
| 1998 | Labirinto                            | Letícia Martins                |               |      |
| 1999 | Fuerza de un Deseo                   | Srtª. Clara Toledo de Mendonça | Participación |      |
| 1999 | Tierra Nostra                        | Belinha                        | Participación |      |
| 1999 | Vila Madalena                        | Luiza                          | Participación |      |
| 2000 | Usted Decide                         | Mirthes                        | Participación |      |
| 2000 | Malhação                             | Doctora Tânia                  | Participación |      |
| 2001 | Rueda de la Vida                     | Sofia Albuquerque              |               |      |
| 2002 | Casa de campo del Pica-palo Amarillo | Reina Mala                     | Participación |      |
| 2002 | El Quinto de los Infiernos           | Chiquinha                      |               |      |
| 2003 | Kubanacan                            | Marieta                        | Participación |      |
| 2003 | Canavial de Pasiones                 | Raquel Febermann               |               |      |
| 2004 | La Diarista                          | Juliana                        | Participación |      |
| 2004 | Bajo Nueva Dirección                 | Kátia                          | Participación |      |
| 2005 | La Diarista                          | Ipanema de Jesus               | (2005-2007)   |      |
| 2007 | Malhação                             | Scarleth                       | Participación |      |
| 2008 | Belleza Pura                         | Márcia Pasos Brito             |               |      |
| 2008 | Haga Su Historia                     | Marlene                        | Participación |      |
| 2009 | Malhação                             | Úrsula Lemgruber               |               |      |
| 2010 | Criba?!                              | Delegada Leni                  | Participación |      |
| 2011 | Insensato Corazón                    | Gilda Fischer Amaral           |               |      |
| 2011 | Macho Man                            | Luiza Fraga                    |               |      |
| 2012 | Malhação Conectados                  | Carmem                         |               |      |
| 2013 | ¿Pelea o amor?                       | Natália                        | Participación |      |
| 2013 | El Dentista Enmascarado              | Hube Visto                     |               |      |
| 2013 | Laberintos del corazón               | Lana Ferreto                   | Participación |      |
| 2014 | Malhação                             | Lucrécia Gardel                |               |      |

### Cine
| Año  | Película                                      | Personaje            | Notas         | Ref. |
| ---- | --------------------------------------------- | -------------------- | ------------- | ---- |
| 2005 | Los Increíbles                                | Edna Moda            | Doblaje       |      |
| 2006 | Si Yo Fuera Usted                             | Débora               |               |      |
| 2009 | Diván                                         | Amiga de Mercedes    | Participación |      |
| 2009 | A La Deriva                                   | Petúnia              |               |      |
| 2009 | Los Normales 2 - La Noche más Maluca de Todas | Mujer en el hospital | Participación |      |
| 2010 | Alice en el País de las Maravillas            | Reina Blanca         | Doblaje       |      |